# Exacum giganteum
Exacum giganteum är en gentianaväxtart som beskrevs av J. Klackenberg. Exacum giganteum ingår i släktet Exacum och familjen gentianaväxter. Inga underarter finns listade i Catalogue of Life.